# آژیر (فیلم ۱۹۱۴)
آژیر (انگلیسی: The Alarm) یک فیلم به کارگردانی راسکو آرباکل و ادوارد دیلان است که در سال ۱۹۱۴ منتشر شد. از بازیگران آن می‌توان به راسکو آرباکل، ال سنت جان، هنک من، میبل نورماند و مینتا دارفی اشاره کرد.